# Il convegno supremo
Il convegno supremo è un cortometraggio muto italiano del 1911 diretto da Luigi Maggi.